# نمولی
نمولی (به ایتالیایی: Nemoli) یک کومونه در ایتالیا است که در استان پوتنزا واقع شده‌است.

## خصوصیات
نمولی ۱۹ کیلومترمربع مساحت و ۱٬۵۳۶ نفر جمعیت دارد و ۴۲۱ متر بالاتر از سطح دریا واقع شده‌است.